# Emociones
Albums de Julio Iglesias
Aimer la vie
(1978) Sono un pirata, sono un signore (en)
(1978)
Singles
1. Me olvidé de vivir
Sortie : décembre 1978
2. Quiéreme mucho
Sortie : juillet 1979
3. Quiéreme
Sortie : décembre 1979

Emociones est un album studio du chanteur espagnol Julio Iglesias, sorti le 7 novembre 1978 chez CBS.
L'album figure parmi l'un des albums les plus vendus du chanteur. Il a notamment été certifié triple disque de platine dans le pays d'origine du chanteur, l'Espagne et douze fois disque de platine en Argentine.
L'album Innamorarsi alla mia età de 1979 reprend la plupart des chansons de cet album en italien, tandis que l'album À vous les femmes sorti en 1980, contient plusieurs titres de Emociones dans des versions en français.

## Liste des titres
| 1. | Me olvidé de vivir (J'ai oublié de vivre)                       | - P. Billon - J. Revaux - J. Iglesias - M. Díaz - M. Kormann - M. de la Calva - R. Arcusa - J. Flores | 4:51 |
| 2. | Voy a perder la cabeza por tu amor                              | - M. Alejandro - A. Magdalena                                                                         | 4:37 |
| 3. | Spanish Girl                                                    | - Iglesias - de la Calva - Arcusa                                                                     | 3:39 |
| 4. | Pobre diablo                                                    | - Iglesias - de la Calva - Arcusa                                                                     | 2:55 |
| 5. | Quiéreme (Basada en las Danzas Polovsianas de El Principe Igor) | - Borodin - Iglesias - de la Calva - Arcusa                                                           | 2:48 |

| Face B | Face B               | Face B                                           | Face B | Face B | Face B | Face B | Face B | Face B | Face B |
| No     | Titre                | Auteur                                           | Durée  |        |        |        |        |        |        |
| ------ | -------------------- | ------------------------------------------------ | ------ | ------ | ------ | ------ | ------ | ------ | ------ |
| 1.     | Pregúntale           | - Iglesias - de la Calva - Arcusa                | 4:55   |        |        |        |        |        |        |
| 2.     | Quiéreme mucho       | - Gonzalo Roig (en)                              | 4:02   |        |        |        |        |        |        |
| 3.     | Con una pinta así    | - Iglesias - J.L. Navarro - de la Calva - Arcusa | 3:23   |        |        |        |        |        |        |
| 4.     | No vengo ni voy      | - D. Ramos - Iglesias                            | 3:26   |        |        |        |        |        |        |
| 5.     | Un día tú, un día yo | - P. Trim - de la Calva - Arcusa - Iglesias      | 3:04   |        |        |        |        |        |        |
| 37:40  |                      |                                                  |        |        |        |        |        |        |        |

## Crédits
- Pepe Sánchez – batterie
- Carlos Villa – guitare électrique, guitare acoustique
- Eduardo Leyva – piano, Claviers
- Eduardo García – guitare basse
- Rodrigo – guitare acoustique
- Ramón Arcusa – producteur, arrangements et direction d'orchestre
- Rafael Ferro – arrangements et direction d'orchestre (piste 7)
- Juan Vinader – ingénieur du son
- Don Gehman – ingénieur du son
- Don Puluse – ingénieur du son

Adaptés des notes d'accompagnement d'Emociones.

## Classements et certifications
| Classement (1979–82)          | Meilleure position |
| ----------------------------- | ------------------ |
| Argentine (CAPIF)             | 1                  |
| Belgique (Billboard Benelux)  | 1                  |
| Espagne (AFYVE)               | 11                 |
| Israël (IBA)                  | 1                  |
| Japon (Oricon)                | 39                 |
| Pays-Bas (Mega Album Top 100) | 1                  |

| Classement (1979)        | Position |
| ------------------------ | -------- |
| Pays-Bas (Album Top 100) | 8        |

### Certifications et ventes
| Pays                                                                                                   | Certification | Ventes certifiées |
| --- | ------------- | ----------------- |
| Argentine (CAPIF)                                                                                      | 12 × Platine  | 636 294           |
| Brésil (PMB)                                                                                           | 3 × Platine   | 100 000           |
| Chili                                                                                                  | Or            | NC                |
| Colombie (ASINCOL)                                                                                     | 4 × Platine   | 240 000           |
| Espagne (PME)                                                                                          | 3 × Platine   | 300 000^          |
| Grèce                                                                                                  | —             | 50 000            |
| Japon                                                                                                  | —             | 47 160            |
| Mexique (AMPROFON)                                                                                     | Platine       | 250 000^          |
| Pays-Bas (NVPI)                                                                                        | Platine       | 100 000^          |
| *Ventes selon la certification ^Mise en rayon selon la certification xNon précisé par la certification |               |                   |